# 톈춘역
톈춘역(중국어: 田村站)은 중국 베이징시 하이뎬구 톈춘루 가도 톈춘로·한허로 교차로에 위치한 베이징 지하철 6호선의 지하철역이다. 2018년 12월 30일 6호선 서쪽 연장 개통과 함께 개장하였다.

## 역 구조
6호선 톈춘역은 톈춘로(田村路) 하방에 위치하며, 동서로 이어지는 2기둥 3경간 지하 2층 구조로 역사 구조는 길이 288m, 바닥 깊이 29m, 피복 토양은 11.93m이다. 계획 중인 3호선 역은 위취안로(玉泉路)와 한허로(旱河路) 아래에 남북 방향으로 배열된다.

### 층별 구조
| 지면층             | 가도                            | A—D출입구                          |
| 지하 1층 대합실 층 | 대합실                          | 고객센터, 자동 발매기, 출입 게이트 |
| 지하 2층 승강장 층 | ←                               | ■ 6호선 진안차오 방면 (랴오궁좡)   |
| 지하 2층 승강장 층 | 섬식 승강장, 왼쪽 출입문이 열림 |                                    |
| 지하 2층 승강장 층 | →                               | ■ 6호선 루청 방면 (하이뎬우루쥐)   |

### 대합실
톈춘역 6호선 대합실의 유료 구역은 동쪽과 서쪽으로 나누어져 있으며, 무료 구역에는 두 대합실을 연결하는 복도가 있다.

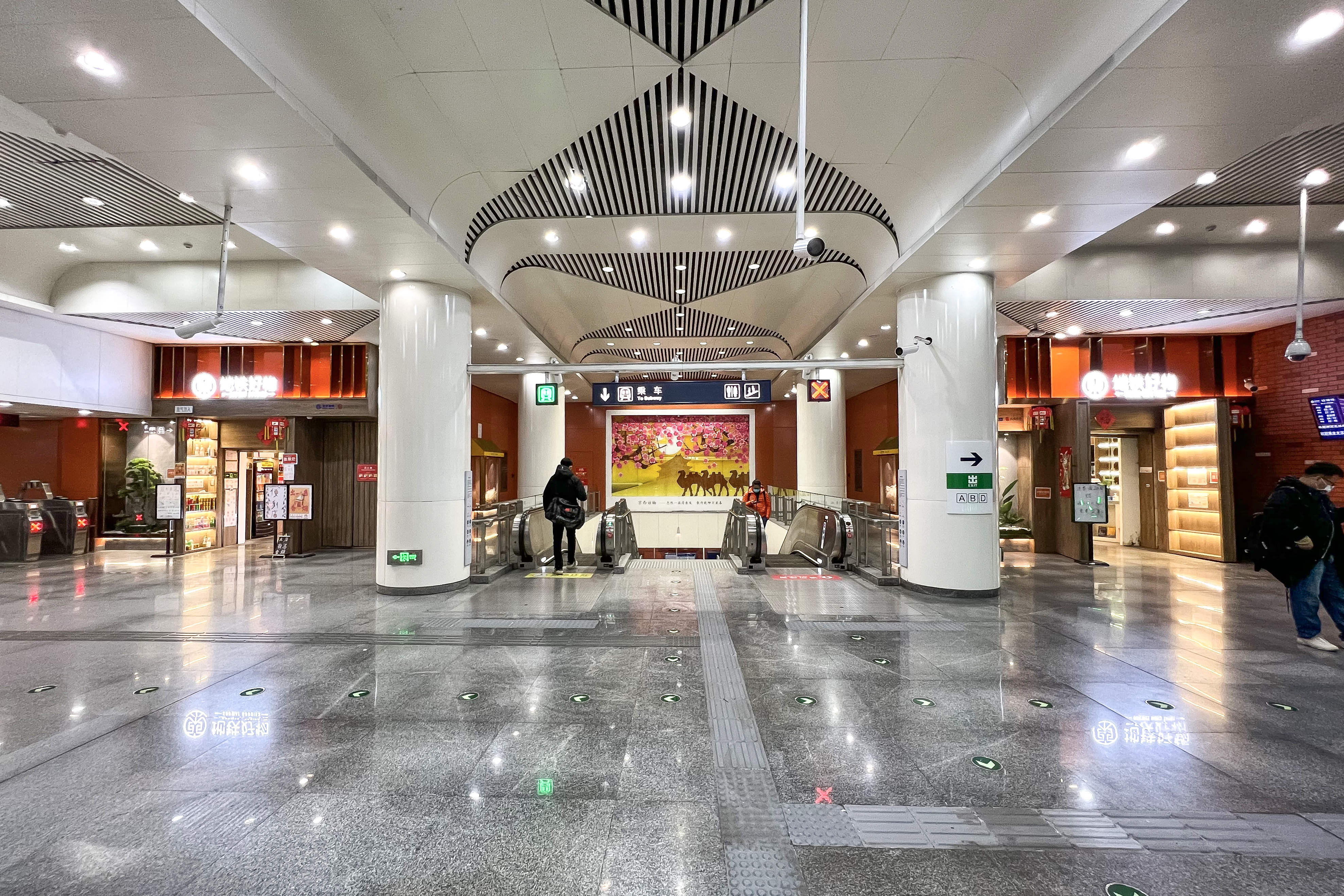
서 대합실 (2023년 3월 촬영)
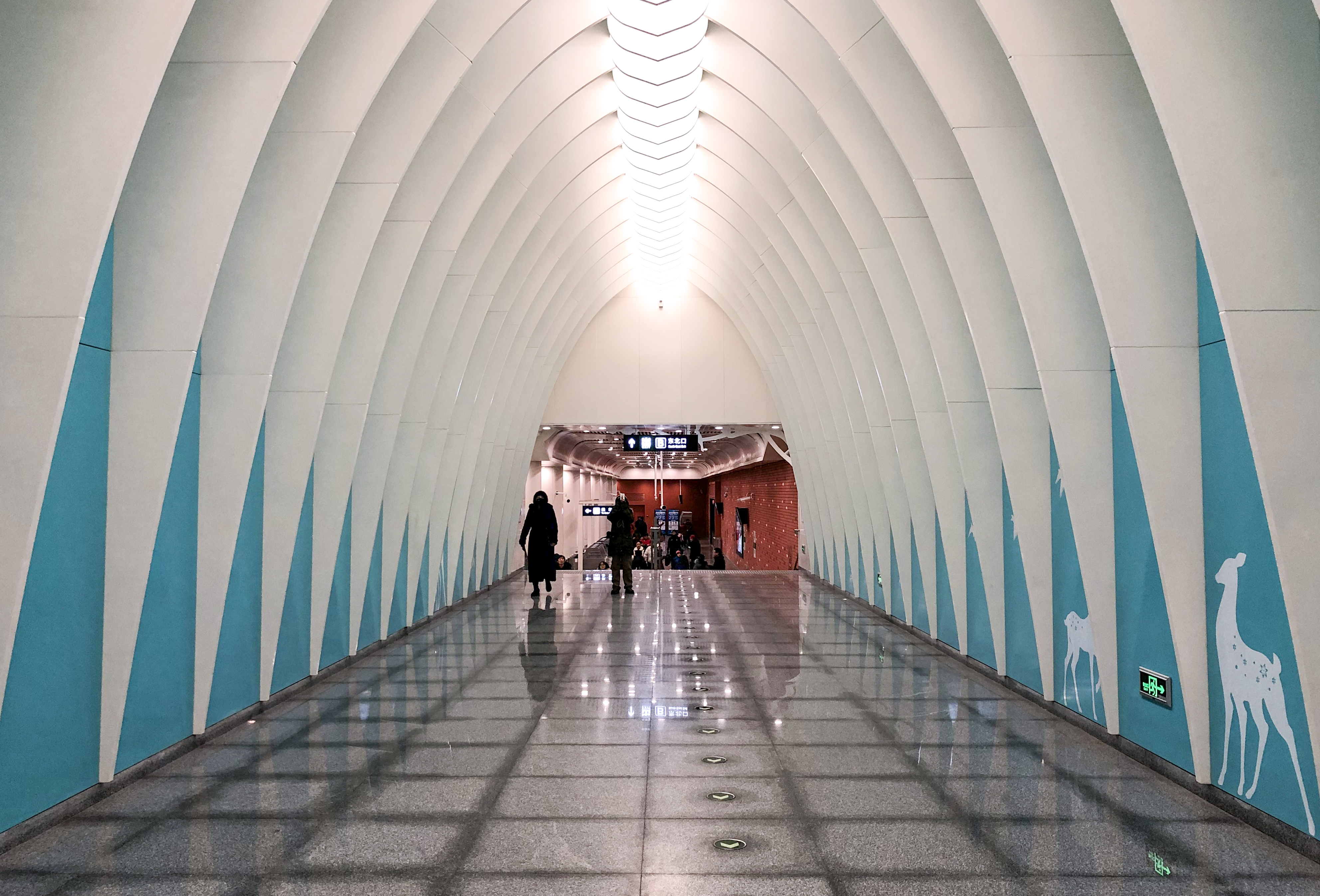
대합실 동서를 연결하는 복도 (2018년 12월 촬영)
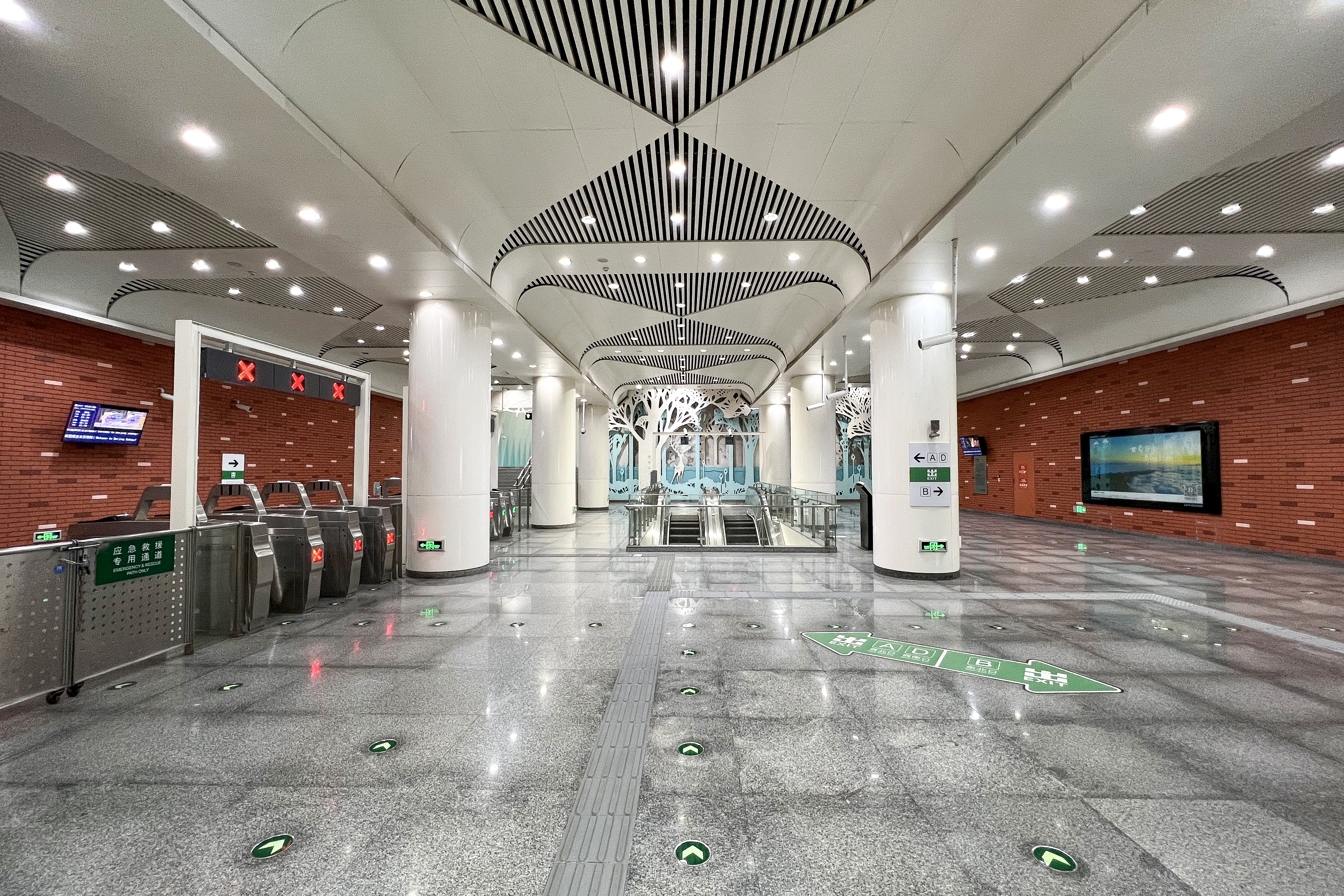
동 대합실 (2023년 3월 촬영)

### 승강장
6호선 톈춘역 승강장은 폭 14m인 섬식 승강장으로 톈춘로 지하에 위치한다.

### 예술 벽화
- 동쪽 대합실 벽 끝에는 "백야삼림《白夜森林》" 벽화가 설치되어 있고[4][5], 고전적인 건축물의 빛과 그림자의 변화가 결합되어 마치 꿈과 같은 효과를 만들어내며 보행자에게 무한한 상상의 여지를 선사한다[6].
- 서 대합실에서 승강장으로 향하는 에스컬레이터 입구의 벽에는 "경서방매《京西访梅》"라는 제목의 벽화가 전시되어 있고[4][5][7], 원나라 시인 왕면(王冕)의 매화시를 바탕으로 “갑자기 향기가 밤새도록 퍼져 온 세상에 봄처럼 퍼진다.”는 경서(京西)의 이른 봄에 매화가 피어나는 동면에 지구가 깨어나는 장면을 그린 것이다[8].
- 승강장 계단 아래에 있는 모자이크 작품 "대막사우 해상생화《大漠丝雨 海上生花》"는 좌석 역할도 하며, 육로 실크로드와 해상 실크로드의 대표적인 돈황 벽화와 항해 보물선을 묘사한다[9].

- 백야삼림《白夜森林》
- 서 대합실과 작품 경서방매《京西访梅》
- 대막사우 해상생화《大漠丝雨 海上生花》

## 출입구
톈춘역에는 4개의 출입구가 있다 : A출입구는 한허로와 톈춘로 교차점의 북서쪽 상한에 위치하고 있으며, B출입구는 톈춘로 교차로의 북동쪽의 움푹 들어간 징량 광장 내에 위치하며 한허로 교차로의 남동쪽에 있다. 위취안로와 톈춘로 교차점 상한에 D출입구 위취안로와 톈춘로 교차점의 남서쪽에 위치하며 C출입구는 공사 중이다.
|                         |                  |                                                                       |      |             |
| 출구                    | 지시             | 출구 인근                                                             | 사진 | 무장애 시설 |
| 出口 · A                | 한허로(旱河路)   | 한허로(旱河路), 톈춘로(田村路)                                        |      | 빈칸        |
| 出口 · B                | 田村路           | 한허로(旱河路), 톈춘로(田村路), 징량 광장(京粮广场)                   |      | 빈칸        |
| 出口 · D                | 위취안로(玉泉路) | 위취안로(玉泉路), 톈춘로(田村路), 푸스로(阜石路), 란더 화정(兰德华庭) |      |             |
| 아이콘 설명: 엘리베이터 |                  |                                                                       |      |             |

2015년 말부터, 톈춘역 건설팀은 D출입구와 징량 광장의 통합 설계에 대해 여러 차례 협상을 진행해 최종 합의에 이르렀으나 2021년 5월 기준으로 선큰 광장 자체는 완료되지 않았었고, B번 출입구에서 징량 광장까지는 지상으로 올라가야 하는 구조였다. 또한, D출입구에도 캐노피가 있다.